# Пламен Глогов
Пламен Станков Глогов е български драматург, режисьор, поет, писател и учен.

## Биография
Роден на 25 май 1975 г. в гр. София. Завършва специалностите „Екология и опазване на околната среда“ през 1997 г. в Лесотехническия университет, „Публична администрация“ през 2004 г. в УНСС, и „Театрална режисура“ през 2013 г. в НБУ. През 2018 г. получава образователна и научна степен „доктор по лесовъдство“ с дисертация на тема „Проучване на висшата флора и анализ на дендрофлората на Лозенска планина“.
В периода 1998 – 2006 г. работи като асистент по Ботаника и фитоценология в ЛТУ, а в периода 2006 – 2015 г. е държавен служител в Министерство на околната среда и водите. От 2004 г. е режисьор, драматург и ръководител на театър „Виа Верде“. От 2017 г. е главен асистент, а от 2021 г. доцент в секция „Лесовъдство и управление на горските ресурси“ към Институт за гората – БАН.
От 2015 г. е женен за хореографа и преподавател в НБУ Виолета Глогова, с която имат две деца – Кристияна (р. 2009) и Деян (р. 2011).

## Културна дейност
В началото на творческия си път пише стихове и разкази. Автор е на стихосбирките „Яворовата гора“ (1996), „Червеният трон“ (1998) и „Зеницата на нощта“ (2001). През 2007 г. излиза уникалната му фантастична новела в стихове „Ирелевантът“, която е първоизточникът на ежегодния конкурс „Ирелевант“ за най-оригинален герой от съвременно българско произведение. Стихотворения и разкази от Пламен Глогов са включени в алманах ФАНТАSTIKA 2010 – 2011 и в националните и международни антологии „Фантастихия“, „Жени и Вино“, „Алманах Нова българска литература“, „Ясеновци“, „С море в сърцето 2018“, „Първа антология на българската апева, 2020“, „Castello di Duino“ (Италия), "Human" (САЩ). През 2019 г. излиза вторият му роман „Паметникъ“. Най-новата му книга е сборникът с разкази "Апоптозис" (2024г.).
Публикувал е стихотворения, разкази и очерци в следните печатни издания „Етрополски преглед“, „Ку-Ку“ „Балкански новини“, „Дума“, „Стършел“, „Гора“, „Труд“, „Родна реч“, „Пламък“ и в някои български и международни интернет сайтове за литература.
От 2004 г. е сценарист, режисьор и ръководител на театър „Via Verde“. Ръководи школа по актьорско майсторство театър „Конникъ“ към НЧ „Добри Чинтулов-1935“ – София, а в периода 2016 – 2017 г. е отговорник за културната дейност на читалището. Председател е на журито и учредител на националната литературна награда „Ирелевант“.
Пламен Глогов е режисьор и драматург на театралните спектакли „Паметникъ“ (2009), „Песен за човека“ (2010), „Косе Босе Суперзвезда“ (2011), „Чудният свирач“ (2012), „Повелителят Сова“ (2014), „Любопитното слонче“ (2015), „Щастливият принц“ (2016), Капаро за трима (2016), Потъник (2016), Сеансът (2017), „Лечителят“ (2018), „Баджанаци“ (2018), „Влюбеният Трифон Зарезан“ (2019), Откупът (2019), „Котаракът в чизми“ (2020), „Човекът, който хвана царя за носа“ (2021), „Тримата братя и златната ябълка“ (2021), „Президентският кандидат“ (2021), „Жена на първа среща“ (2022), „Стрелбище“ (2023), „Хобит“ (2023).
Сценарист и режисьор на късометражния филм „Януари“ от майсторския клас на проф. Георги Дюлгеров представен на Фестивал „Малък сезон 2013“ на театрална работилница „Сфумато“.
Създател на т. нар. Философия на себенадмогването, концепция заложена в литературните му творби и спектаклите на театър Виа Верде.
Литературни псевдоними: Sarcomadroll, комуниста, Конрад Ностромо

## Научна дейност
Работи в областта на екологията и свързаните с нея екологични проекти за опазване на биоразнообразието, пречистването на водите и отпадъците, флората, влиянието на горските пожари върху растителността и почвите, инвазивни чужди растителни видове, лечебни растения, и др.
Има публикации в научни и научнопопулярни списания като "Phytocoenologia", „Phytologia Balcanica“, "Botanikai Közlemények", "Ecological Engineering and Environment Protection", „Лесовъдска мисъл“, „Наука за гората“, „Годишник на Софийския университет“, „Гора“, Ютилитис. Автор е на научната монография „План за действие за ограничаване на разпространението и негативното влияние на инвазивният чужд вид Impatiens glandulifera Royle в дефилето на р. Искър между Плана и Лозенска планина“ (2021)
Участия в национални и международни проекти по Българо-Швейцарската програма по горите, Натура 2000, Фонд научни изследвания, Международна кооперативна програма „Гори“, ННП Опазване на околната среда и намаляване на риска от неблагоприятни явления и природни бедствия, Програмата за трансгранично сътрудничество InterregИПП България-Сърбия 2014 – 2020 ги др.

## По-значими награди
- 2000 г. – Първо място в раздел „Поезия“ на ежегодния литературен конкурс „Литературна зима“, състоял се в град Етрополе със стихотворението „На Гергана“.
- 2004 г.- Трето място в Първия национален литературен конкурс на фондация „Буквите“- „Жени и вино, вино и жени“ със стихотворението „За жените виното и още нищо…“
- 2006 г. – Второ място на литературния конкурс „Виното осъзната наслада“ организиран от “Vinoto.com” и “LiterNet” с пиесата „Влюбеният Трифон Зарезан“;
- 2006 и 2007 г.- Първо място на първия и втория конкурс за фантастичен разказ на списание „Shadowdance“ с разказите „Афузел“ и „Нулевият играч“;
- 2009 г.- Първо място на конкурса на Фондация „Буквите“ и „Дабъл Ди Мюзик“ за текст на песен по музика на Драгомир Драганов със стихотворението „Прометей“;
- 2012 г. – Второ място на националния конкурс за поезия „В полите на Витоша“, организиран от Столична община със стихотворението „Песен“.
- 2013 г. Награда от Сатиричния театър в конкурса за сатирична комедия на името на Алеко Константинов 2013 г. за сценария на спектакъла „Трансалмия“
- 2015 г. Грамота и юбилейна значка от Съюза на читалищата за принос в развитието на читалищното дело и за активна читалищна дейност;
- 2015 г. – Финалист в предаването „Ръкописът“ – конкурс за нов български роман на БНТ и издателство „Сиела“ с романа „Паметникъ“;[7]
- 2017 г.- Награда за спектакъла „Капаро за трима“ от Втори Балкански театрален фестивал „Езоп свободата на роба“;
- 2018 г.- Първо място в националния Конкурс за есе „Растенията на утрешния ден“ за ученици, студенти и докторанти организиран от Информационния Център за Растителни Биотехнологии в Агробионститут;
- 2021 г.- Трето място в Първи български конкурс за съвременно (Гендай) хайку със стихотоврението „Дефибрилатор…“
- 2021 г.- Първо място в националния литературен конкурс „Асен Разцветников“ с разказа „Разказвачът на приказки“;
- 2021 г.- Първо място в националния литературен конкурс „Рада Казалийска“ със стихотворението „На линия“
- 2021 г.- Трето място в конкурса за есе на тема „Моята мечта за Коледа“, организиран от Читалище „Възраждане 1926“, с. Зимница.
- 2022 г.- Победител в литературния конкурс на в. Стършел „Най-смешният човек, когото познавам“ с разказа „Герето“
- 2022 г.- Трето място в националния литературен конкурс „Истински неща“ на издателство „Многоточие“ със стихотворението „Песничка против страх“.
- 2022 г.- Специалната награда на Съюза на независимите български писатели в VI международен конкурс „И в златната есен със любов и песен“
- 2023.- Второ място в конкурса „Етрополска литературно-музикална зима“ организиран от Община Етрополе и НЧ „Тодор Пеев-1871“ с разказа „Проектантът"
- 2023 – Второ място в Националния поетичен конкурс „Любовта…“, организиран от Младежки дом- Враца със стихотворението „Невъзможна любов“
- 2023- Второ място в VI анонимен литературен конкурс „Ева“ организиран от НЧ „Н.Й. Вапцаров-1866“-Благоевград със стихотворението „Ръж“.
- 2023- Първо място в литературния конкурс „Мисля за бъдещето ти, Земя!“ организиран от НЧ „Христо Смирненски 1946“, гр. Варна с разказа „Последният полет до Марс“
- 2023- Специална награда за хорър-разказ в конкурса „Най-дългият ден“ на Strangelings с разказа „Ямата“.
- 2023- Второ място в ХVII Международен младежки фестивал на изкуствата „Музите“, гр. Созопол за стихотворението „НС075“
- 2024- Трето място в раздел „Хумор“ на конкурса „Етрополска литературно-музикална зима“ организиран от Община Етрополе и НЧ „Тодор Пеев-1871“ със стихотворението „Драконът и принцесата“
- 2024- Второ място в онлайн-поетичния конкурс „Знаците на любовта“ организиран от община Димитровград и НЧ “Култура–2002“
- 2024- Първо място в Международен литературен конкурс „Небесни меридиани“, посветен на незабравимия поет Мони Папо част от Международен фестивал „Българска душа на Святата земя“ девето издание – онлайн гр. Бат Ям, Израел 2024 г
- 2024г.- Трето място в  националния конкурс за есе "Станислав  Доспевски-самоковецът, озарил българското възраждане ", организиран от  Община Самоков и адвокатска кантора „Разреши Ме“
- 2024г. Първо място в конкурса за есе на Селскостопанска академия на тема „Природата – вдъхновение и отговорност“
- 2024г. Трето място във Втори национален конкурс с международно участие „Яворови възпоменателни дни”, организиран от НЧ Искрица, с. Скобелево
- 2024г. Трето място в конкурса за Коледна приказка „Ой Коледо, мой Коледо”, организиран от НЧ „Христо Ботев- 1894”, с. Гостилица